# Ondas de Galeria Sussurrante

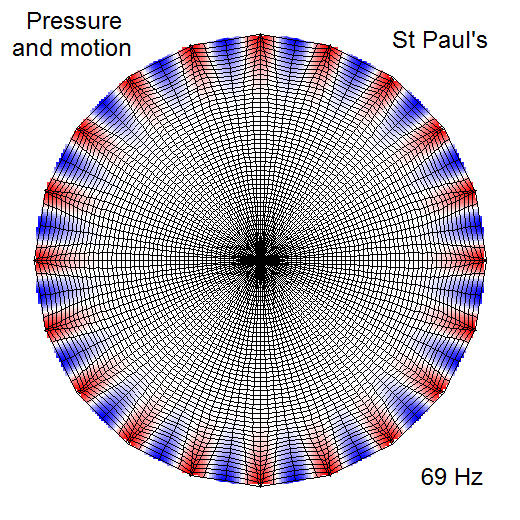
Imagem de um modo de galeria de sussurrante acústica calculado a uma frequência de 69 Hz em um cilindro fechado de ar de mesmo diâmetro (33,7 m) que a galeria sussurrante na Catedral de São Paulo. O vermelho e o azul representam alta e baixa pressões, respectivamente, e as distorções nas linhas da grade mostram deslocamentos de ar. No caso de ondas que dão uma volta em torno da galeria, as partículas de ar se movem em trajetórias elípticas.

Ondas de galeria sussurrante, ou modos de galeria sussurrante, são um tipo de onda que pode viajar em torno de uma superfície côncava. Originalmente descobertas para ondas sonoras na galeria sussurrante da Catedral de São Paulo, elas podem existir para luz visível e para outras ondas, com aplicações importantes em ensaios não destrutivos, laser, arrefecimento a laser e detecção, bem como na astronomia.

## Introdução
As ondas de galeria sussurrante foram explicadas pela primeira vez por Lorde Rayleigh, por volta de 1878, para o caso da Catedral de São Paulo; ele revisou um equívoco anterior de que os sussurros podiam ser ouvidos do outro lado da cúpula, mas não em qualquer posição intermediária. Ele explicou o fenômeno de viagem dos sussurros como uma série de raios sonoros especularmente refletidos traçando cordas na galeria circular. Próximo das paredes, a intensidade do som deve decair apenas com o inverso da distância, ao invés do quadrado inverso, como no caso de uma fonte pontual de som irradiando em todas as direções. Isso explica o porquê dos sussurros serem ouvidos em toda a galeria.
Rayleigh desenvolveu teorias de ondas para a Catedral em 1910 e 1914. Confinar ondas sonoras dentro de uma cavidade envolve a física de ressonância baseada em interferência de ondas; o som só pode existir em certas alturas, como no caso de órgãos de tubo. O som forma padrões sonoros chamados modos, como mostrado no diagrama.
Demonstrou-se que muitos outros monumentos apresentam ondas de galeria sussurrante, como o Gol Gumbaz em Bijapur e o Templo do Céu em Pequim.
Na definição rigorosa das ondas de galeria sussurrante, elas não podem existir quando a superfície de orientação se torna reta. Matematicamente, isso corresponde ao limite de um raio infinito de curvatura. As ondas de galeria de sussurrante são guiadas pelo efeito da curvatura da parede.

## Ondas Acústicas
As ondas de galeria sussurrante para o som existem em uma grande variedade de sistemas. Exemplos incluem as vibrações de toda a Terra ou de estrelas.
Tais ondas de galeria de sussurrante acústicas podem ser usadas em ensaios não destrutivosna forma de ondas que se arrastam em torno de buracos cheios de líquido, por exemplo. Elas também foram detectados em cilindros sólidos e esferas, com aplicações em detecção, e vistas em movimento em discos microscópicos.
As ondas de galeria sussurrante são guiadas de forma mais eficiente em esferas do que em cilindros, porque os efeitos da difração acústica (espalhamento lateral de onda) são completamente compensados.

## Ondas Eletromagnéticas

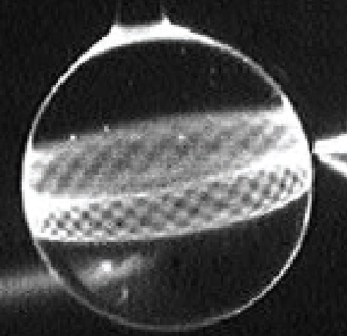
Modos de galeria de sussurrante ópticos numa esfera de vidro de 300 μm de diâmetro fotografados experimentalmente com uma técnica de fluorescência. A ponta angular de uma fibra óptica, visível à direita, excita os modos na região vermelha do espectro óptico.

As ondas de galeria sussurrante existem para ondas de luz visível. Elas foram produzidas em esferas de vidro microscópicas ou toroides, por exemplo, com aplicações em laser, refrigeração optomecânica, geração de pentes de frequência e detecção óptica. As ondas de luz são guiadas quase perfeitamente por reflexão interna total, fazendo com que o fator Q seja superior a 1010. Isso é muito maior do que os melhores valores que podem ser obtidos de forma similar na acústica (cerca de 104). Existem perdas inerentes nos modos ópticos de um ressonador de galeria sussurrante devido a um mecanismo semelhante ao tunelamento quântico. Como resultado, a luz dentro de um modo galeria sussurrante experimenta um grau de perda de radiação mesmo em condições teoricamente ideais. Esse tipo de perda se tornou conhecido a partir de pesquisas na teoria de guias de ondas ópticas e é chamado de atenuação de feixe de radiação no campo da fibra óptica. O fator Q é proporcional ao tempo de decaimento das ondas, que por sua vez é inversamente proporcional tanto à taxa de espalhamento de superfície quanto à absorção de ondas no meio que compõe a galeria.  As ondas de galeria sussurrante para a luz foram investigadas em galerias caóticas, cujas seções transversais não são círculos. Essas ondas são usadas em aplicações de informação quântica.
As ondas de galeria de sussurrante também foram demonstradas para outras ondas eletromagnéticas, como ondas de rádio, microondas, radiação de terahertz, radiação infravermelha, ondas ultravioletas e raios-X. Mais recentemente, com o rápido desenvolvimento das tecnologias microfluídicas, surgiram muitos sensores integrados com modos de galeria sussurrante, combinando a portabilidade dos dispositivos de lab-on-chip e a alta sensibilidade dos ressonadores de modo galeria de sussurrantes. As vantagens de manuseio eficiente de amostras e detecção de analíticos multiplexados oferecidas por esses sistemas levaram a muitas aplicações de detecção biológica e química, especialmente para a detecção de partículas ou biomoléculas individuais.

## Outros Sistemas
As ondas de galeria sussurrantes foram vistas na forma de ondas de matéria para nêutrons e elétrons, e foram propostas como uma explicação para as vibrações de um único núcleo. Elas também foram observadas nas vibrações de filmes de sabão, assim como nas vibrações de placas finas. O análogo de ondas de galeria sussurrante existe para ondas gravitacionais no horizonte de eventos de buracos negros.. Um híbrido de ondas de luz e elétrons conhecidos como plásmons de superfície foi demonstrado na forma de ondas sussurrantes e, de forma parecida, éxcitons-polaritons em semicondutores Galerias contendo simultaneamente ondas de galeria de sussurrante acústica e óptica foram também construídas, apresentando acoplamento de modos muito forte e efeitos coerentes. Também foram observadas estruturas de galeria sussurrante híbridas sólido-fluido-óptico.